# The Grudge 2
Pour les articles homonymes, voir Grudge.
 (novembre 2023).
Si vous disposez d'ouvrages ou d'articles de référence ou si vous connaissez des sites web de qualité traitant du thème abordé ici, merci de compléter l'article en donnant les références utiles à sa vérifiabilité et en les liant à la section « Notes et références ».
Série The Grudge
The Grudge
(2004) The Grudge 3
(2009)
Pour plus de détails, voir Fiche technique et Distribution.
The Grudge 2 ou Rage Meurtrière 2 au Québec est un film d'horreur américano-japonais réalisé par Takashi Shimizu et sorti en 2006.
Le film suit Aubrey qui apprend que sa sœur Karen est hospitalisée au Japon. Peu de temps après son arrivée à Tokyo, Aubrey est avertie que sa sœur est devenue l'esclave de quelque chose d'invisible et de dangereux. De son côté, Allison étudie dans une école internationale de Tokyo. Décidée à se faire bien voir des élèves les plus populaires de l'établissement, elle est prête à tout, y compris se rendre dans une mystérieuse maison incendiée, lieu de plusieurs meurtres inexpliqués et d'étranges disparitions.
C'est le second volet de la trilogie The Grudge, après The Grudge, également réalisé par Takashi Shimizu et sorti en 2004. Il est suivi de The Grudge 3 de Toby Wilkins, sorti directement en vidéo en 2009.

## Synopsis
Le film s'ouvre sur un texte écrit sur fond noir : « La malédiction de celui qui meurt en proie à une puissante colère se manifeste dans les endroits où ce dernier a vécu. Ceux qui y sont confrontés meurent et la malédiction se perpétue. »

### 2004
Comme pour le premier film, The Grudge 2 se concentre sur la maison maudite de la famille Saeki. La malédiction est née lorsque Takeo Saeki a assassiné sa femme, Kayako Saeki, son fils Toshio Saeki, et le chat de la famille Maa avant d'être pendu par les cheveux du fantôme de Kayako. Karen Davis, une aide-soignante américaine, a été impliquée dans la malédiction et a tenté de brûler la maison pour y mettre fin, pour ensuite être hospitalisée.
Pendant ce temps, à Pasadena, en Californie, sa mère malade apprend la nouvelle et envoie la sœur de Karen, Aubrey, à Tokyo pour la ramener à la maison. Aubrey a du mal à échanger avec le personnel hospitalier Japonais, alors un journaliste Chinois, Eason, traduit pour elle, ayant sauvé Karen de l'incendie de la maison, et qui est lui-même curieux de connaître ce qu'il s'est passé dans la maison. Aubrey parle brièvement avec Karen qui panique en disant à Aubrey de ne pas entrer dans la maison des Saeki et doit être attachée à son lit. Karen parvient à se libérer et s'échappe sur le toit, poursuivie par le fantôme de Kayako qui la pousse du bâtiment devant Aubrey et Eason. La semaine suivante, Eason explique la malédiction à Aubrey, s'aventurant dans la maison pour récupérer le vieux journal de Kayako. Cependant, Aubrey est attirée dans la maison par le fantôme de Toshio, qui l'attrape et la tire à l'intérieur de la maison, et devient maudite comme Eason. Emmenant le journal à un de ses associés, Eason et Aubrey apprennent que la mère de Kayako, Mme Kawamata, était une Itako qui exorcisait les mauvais esprits des personnes maudites en utilisant Kayako comme "appât" (les esprits sont attirés par les enfants en tant qu'âmes les plus pures) et un vaisseau, déposant les entités en elle. Prévoyant de rendre visite à Mme Kawamata plus tard, Aubrey s'endort dans l'appartement d'Eason pendant qu'il développe des photographies de la maison Saeki. Cependant, Kayako émerge d'une photo et tue Eason. Le lendemain, Aubrey trouve le corps d'Eason et le serre dans ses bras en pleurant, mais il devient soudainement Kayako. Elle sort ensuite de la chambre noire avec horreur alors que toutes les photos montrent le visage de Kayako.
Aubrey s'enfuit pour trouver Mme Kawamata. Elle trouve la femme âgée dans un village rural, mais Mme Kawamata explique que la malédiction est irréversible. Elle se rend compte qu'Aubrey a amené Kayako avec elle et essaie de l'assassiner elle-même, pour être soudainement arrêtée par Kayako (qui étouffe la gorge de sa mère) - un motif qui sera révélé plus tard. Après avoir appelé sa mère pour une dernière conversation, Aubrey s'aventure dans la maison Saeki. Elle demande à connaître le motif de la malédiction et entre dans un flash-back, voyant Karen entrer dans la chambre de Kayako, à la recherche de son petit ami. Aubrey la suit et lui crie de ne pas entrer, mais rencontre plutôt le maléfique Takeo Saeki dans la chambre de Kayako, lisant le journal de Kayako. Takeo attaque Aubrey, lui faisant se tordre la cheville et l'oblige à ramper en bas comme sa victime d'origine, avant de la rattraper, de lui saisir les cheveux et de lui briser la nuque. Toshio regarde Takeo tuer Aubrey et celui-ci se fait noyer comme à l'origine. Avant de mourir, la vraie Kayako sort d'une autre pièce et regarde Aubrey agoniser avec ses grands yeux fixes.

### 2006
Deux ans plus tard, trois lycéennes, l'étudiante d'échange Allison, Vanessa et son amie Miyuki, visitent la maison Saeki pour contester les rumeurs selon lesquelles elle serait hantée. Cependant, Vanessa et Miyuki piègent Allison dans le placard de la maison lorsque Toshio et apparemment Kayako apparaissent. Les filles fuient la maison et sont hantées par les fantôme de la famille Saeki. Miyuki est emmenée par Kayako alors qu'elle séjourne dans un love hôtel avec son petit ami, qui prend une douche. Quand elle se penche en arrière, sentant quelque chose dans ses draps, elle s'appuie contre le miroir, puis soudain Kayako sort du miroir derrière elle et la traîne dans le verre, disparaissant.
Allison et Vanessa sont interrogées par leur conseillère scolaire, Mme Dale, sur ce qui s'est réellement passé dans la maison. Allison informe ensuite Vanessa que Miyuki a disparu et Vanessa informe la conseillère scolaire de son rendez-vous avec Michael et apprend que la police l'a déjà interrogé. Désespérée, Allison demande à Vanessa pourquoi ils l'ont emmenée dans la maison et Vanessa dit cyniquement qu'elle voulait y aller. Révoltée, Allison quitte la pièce et est suivie par la Principale. Restée seule, Vanessa attend et est hantée par le fantôme de Toshio. Effrayée, elle quitte l'école et court vers un téléphone public, où elle tente de contacter Miyuki une fois de plus. Vanessa remarque quelqu'un d'autre à l'intérieur de la cabine téléphonique et est surprise par le petit garçon fantomatique à ses pieds. Le fantôme de Kayako se manifeste alors et l'enveloppe complètement dans des cheveux noirs, la tuant. Une Allison hantée rend visite plus tard à la Directrice, raconte sa situation et qu'elle veut rentrer chez elle. Une Mme Dale rigide lui dit qu'il n'y a rien là-bas, car elle a été dans la maison avec la police. Allison l'avertit qu'elle sera également tuée, mais Mme Dale lui dit que ses amies sont présentes avec elle. Allison est surprise par les fantômes de ses camarades de classe à ses côtés et par une Mme Dale fantomatique qui pousse un horrible gémissement. Horrifiée, Allison sort en courant de la pièce.
Dans un immeuble de Chicago, Jake est dérangé par une étrange présence dans l'immeuble. Son père, Bill, et sa belle-mère, Trish, sont influencés par la malédiction, Bill étant convaincu que Trish a une liaison adultère. Cependant, sa confrontation est de courte durée lorsque Trish le frappe avec une poêle à frire, le tuant. Sally, la meilleure amie de Lacey, la sœur de Jake, est également touchée par la malédiction et meurt. Jake a surtout peur de l'étrangère encapuchonnée vue dans l'appartement des Fleming, les voisins de Jake. L'étrangère couvre les fenêtres de papier journal. Jake et Lacey sont revenus de l'école pour trouver leur appartement en désordre. Jake trouve le corps de son père, puis trouve Lacey qui a été noyée par l'esprit maléfique de Takeo, puis Trish apparaît également dans la baignoire, disant à Jake qu'il est temps de prendre son bain, avant que Toshio ne la tire sous l'eau. Fuyant son appartement, il découvre que les Fleming sont morts et affronte finalement l'étrangère encapuchonnée, révélée être Allison. Il est alors révélé qu'Allison est toujours en vie, mais complètement consumée par la malédiction. Dans la séquence finale, Allison dit à Jake que la malédiction l'avait suivie. Les yeux de Jake s'écarquillent d'horreur lorsqu'il voit l'œil de Toshio dans la capuche d'Allison. Elle est alors tuée par la malédiction. Jake, seul dans le couloir, ramasse le sweat à capuche d'Allison et Kayako en sort, poussant son râle, et se dirige vers Jake.

## Fiche technique
- Titre : The Grudge 2
- Titre québécois : Rage Meurtrière 2
- Scénario : Stephen Susco, d'après Ju-on: The Grudge de Takashi Shimizu
- Musique : Christopher Young
- Costumes : Kristin M. Burke et Miyuki Taniguchi
- Maquillages : Akiko Kawano
- Spécial effets maquillages : Yuichi Matsui et Fumihiro Miyoshi (assistant)
- Spécial effets superviseur : Hidekazu Kishiura
- Techniciens effets spéciaux : Yoshitaka Makigi, Atsuko Murata, Atsushi Shibata et Kimiko Murai.
- Effets digitaux : Big X
- Effets digitaux superviseur : Hajime Matsumoto et Mariko Sugawara (assistant)
- Photographie : Katsumi Yanagishima (en)
- Montage : Jeff Betancourt
- Production : Roy Lee, Sam Raimi, Taka Ichise et Robert Tapert
- Coproducteurs : Michaël Kirk, Drew Crevello et Shintaro Shimosawa
- Producteurs exécutifs : Doug Davison, Joë Drake et Nathan Kahane
- Sociétés de production : Ghost House Pictures ; Mandate Pictures et Vertigo Entertainment (non créditées)
- Société de distribution : Columbia Pictures
- Budget : 20 000 000 $US
- Pays de production :  États-Unis /  Japon
- Langues originales : anglais, japonais
- Format : Couleur (DeLuxe) - 35mm (Panavision) - 1,85:1 - son DTS, SDDS, Dolby Digital
- Genres : Horreur, thriller
- Durée : 102 minutes, 108 minutes (version director's cut)
- Dates de sortie :
  - États-Unis : 13 octobre 2006
  - France : 27 décembre 2006
  - Japon : 11 août 2007
  - Sortie DVD : 1er août 2007
- Classification :
  - PG-13 aux États-Unis
  - Film interdit aux moins de 12 ans lors de sa sortie en salles en France et en vidéo
  - 13+ au Québec

## Distribution
- Sarah Michelle Gellar (V.F. : Claire Guyot ; V.Q. : Aline Pinsonneault) : Karen Davis
- Amber Tamblyn (V.F. : Sylvie Jacob ; V.Q. : Catherine Proulx-Lemay) : Aubrey Davis
- Arielle Kebbel (V.F. : Alexandra Garijo ; V.Q. : Bianca Gervais) : Allison Fleming
- Edison Chen (V.F. : Pierre Tessier ; V.Q. : Daniel Roy) : Eason
- Jennifer Beals (V.Q. : Catherine Bonneau): Trish Kimble
- Christopher Cousins (V.Q. : Frédéric Desager): Bill
- Teresa Palmer (V.F. : Karine Foviau ; V.Q. : Claudia-Laurie Corbeil) : Vanessa Scavo
- Sarah Roemer (V.F. : Léopoldine Serre ; V.Q. : Nadia Paradis) : Lacey Kimble
- Matthew Knight (V.F. : Paul Godeau ; V.Q. : Gabriel Favreau) : Jake Kimble
- Joanna Cassidy : Mme Davis
- Jenna Dewan : Sally
- Shaun Sipos (V.Q. : Sébastien Reding) : Michael
- Eve Gordon (V.F. : Emmanuelle Bondeville) : Mme Telbet, la conseillère de l'école
- Misako Uno (V.F. : Dorothée Pousséo) : Miyuki Nazawa
- Ryo Ishibashi (V.Q. : Thiéry Dubé) : Nakagawa
- Takako Fuji : Kayako Saeki
- Yūya Ozeki et Ohga Tanaka : Toshio Saeki
- Takashi Matsuyama : Takeo Saeki

Source et légende : Version française (V.F.) sur AlloDoublage

## Accueil critique

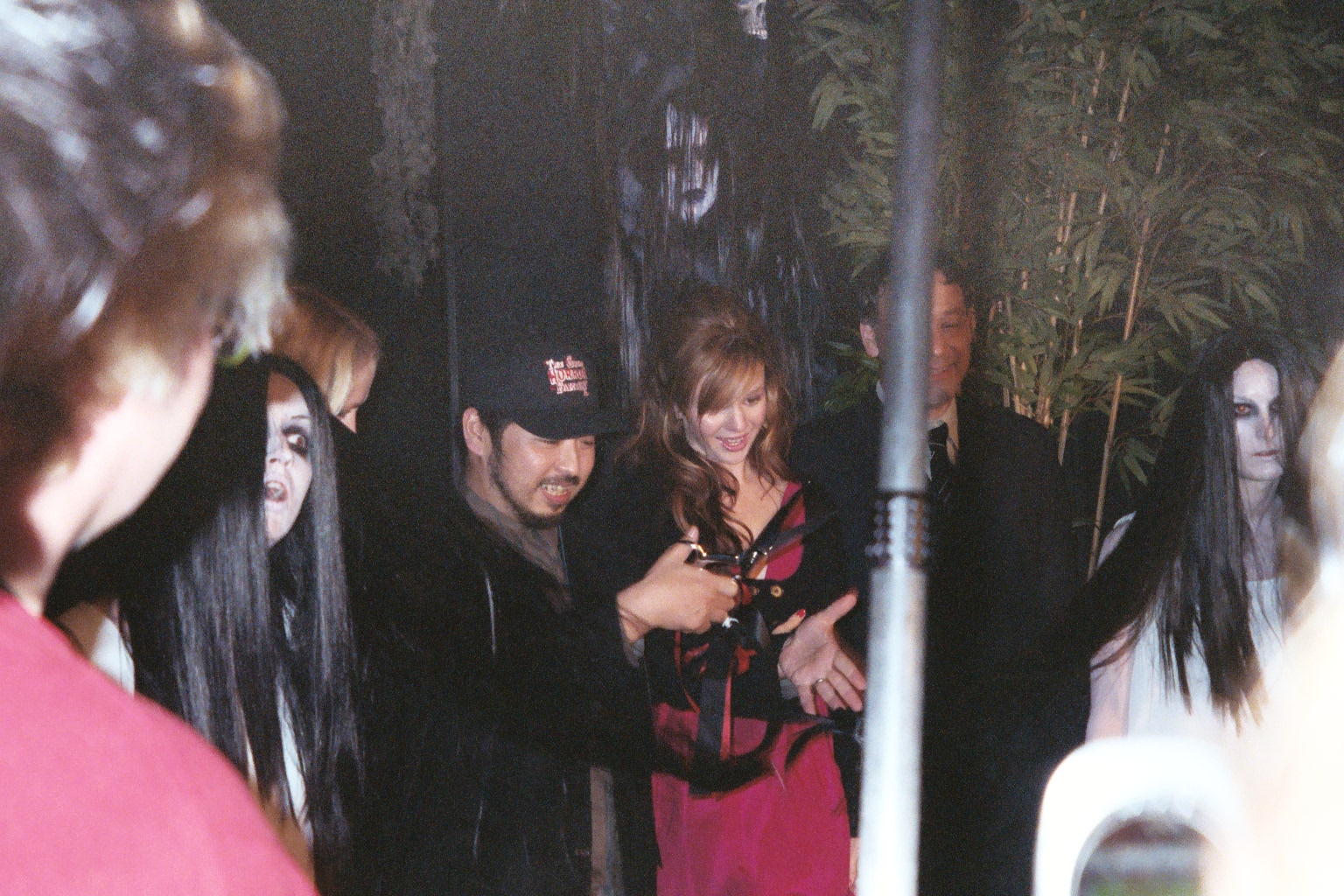
Takashi Shimizu, Amber Tamblyn et Sam Raimi inaugurant le film.

Contrairement au premier volet qui a reçu des critiques plutôt mitigées, ce second volet reçu un accueil défavorable, avec seulement 10 % de critiques positives sur Rotten Tomatoes basé sur 72 critiques[réf. nécessaire].

## Différences par rapport àJu-on
Le réalisateur Takashi Shimizu a accepté une interview pour la Sci Fi Wire : "Pour The Grudge 2, j'étais allé sur un mystère qui n'était pas dans The Grudge, et je pense que cela va faire monter l'audience... Il existe un secret sur l'enfance de Kayako qui est un gros mystère. Et l'autre mystère est que la rancune ne cessera jamais et va se répandre. Et comment elle va se répandre ? C'est un autre mystère.". Il a ajouté : "The Grudge était un remake complet de Ju-on: The Grudge, le scénario était très similaire. Mais The Grudge 2 est actuellement différent de Ju-on: The Grudge 2 et je ne pense pas que j'aurais accepté ce job si ça avait été le même scénario. Car c'est une histoire différente. Vous savez, ma motivation était plus grande, et j'aime faire ça."[réf. nécessaire]

## Autour du film
- Ohga Tanaka a remplacé Yūya Ozeki dans le rôle de Toshio Saeki. Cependant Yūya Ozeki apparaît dans cette suite seulement dans des flashbacks.
- Sarah Michelle Gellar ne fait qu'une très courte apparition dans le film (deux scènes) pour faire mourir son personnage. Ryo Ishibashi fait également une courte apparition.
- Il y a 11 morts dans le film (2 hommes + 9 femmes) :
  - Bill Kimble : sa femme, Trish, verse le contenu d'une poêle brûlante sur le haut de son crâne puis le tue avec celle-ci.
  - Karen Davis : tuée par Kayako sur le toit de l'hôpital dans lequel elle était hospitalisée.
  - Miyuki Nazawa : disparaît derrière un miroir après l'apparition de Kayako dans sa chambre d'hôtel.
  - Vanessa Scavo : étouffée par les cheveux de Kayako dans une cabine téléphonique.
  - Eason : attaqué par Kayako alors qu'il examinait un tirage photo dans une chambre noire.
  - Mme Telbet, la conseillère d'éducation du lycée : transformée en "zombie" alors que Allison venait lui rendre visite.
  - Mme Kawamata (la mère de Kayako) : Pétrifiée par l'apparition du fantôme de Kayako chez elle.
  - Sally : pétrifiée et achevée par Toshio.
  - Trish Kimble : noyée par le fantôme de Takeo.
  - Lacey Kimble : noyée par le fantôme de Takeo.
  - Aubrey Davis : nuque brisée par Takeo (flashback).
  - Allison Fleming : tuée par Kayako qui surgit de l'intérieur de son sweat.
  - Mme Davis : crache une boule de cheveux de Kayako qui lui ouvre la mâchoire après avoir lu son journal intime (épilogue).